# Barbosa (Santander)
Barbosa è un comune della Colombia facente parte del dipartimento di Santander.
L'abitato venne fondato da Martin Galeano nel 1539, mentre l'istituzione del comune è del 21 giugno 1940.